# 丹波篠山市立岡野小学校
丹波篠山市立岡野小学校（たんばささやましりつ おかのしょうがっこう）は、兵庫県丹波篠山市東浜谷にある公立小学校。

## 沿革
- 1891年（明治24年）8月 - 岡野尋常小学校として開校。
- 1893年（明治26年）5月11日 - 西岡屋に校舎を新築し移転。
- 1912年（明治45年）4月1日 - 高等科設置に伴い、岡野尋常高等小学校と改称。
- 1914年（大正3年）10月28日 - 現在地の東浜谷へ移転。
- 1941年（昭和16年）4月1日 - 国民学校令により、岡野国民学校と改称。
- 1947年（昭和22年）4月1日 - 学制改革により、篠山町立岡野小学校と改称。
- 1955年（昭和30年）4月20日 - 岡野村が篠山町に編入されたのに伴い、篠山町立岡野小学校と改称。
- 1956年（昭和31年）3月1日 - 本館及び講堂が落成。校歌・校章を制定。
- 1956年（昭和31年）9月1日 - 幼稚園を併設。
- 1965年（昭和40年）7月15日 - プール竣工。
- 1990年（平成2年）9月7日 - 現校舎が竣工。
- 1999年（平成11年）4月1日 - 多紀郡5町統合による篠山市発足に伴い、篠山市立岡野小学校と改称。
- 2019年（令和元年）5月1日 - 篠山市が丹波篠山市に名称変更したことに伴い、丹波篠山市立岡野小学校に改称[1]。

## 通学区域
- 丹波篠山市
  - 東浜谷、西浜谷、今福、矢代、大野、野尻、有居、西岡屋、東岡屋（711番地を除く）、風深、吹上、郡家（403番地4、宮ノ下の坪、柴崎の坪、鋤ノ先の坪、口ノ長の坪、清常の坪及び四十石ノ坪）

卒業生は丹波篠山市立篠山中学校または丹波篠山市立西紀中学校への選択進学が認められている。

## 併設施設
- 丹波篠山市立岡野幼稚園

## 周辺
- 兵庫県篠山総合庁舎
- 兵庫県立篠山産業高等学校
- 篠山警察署

## アクセス
- ウイング神姫（旧神姫グリーンバス） 篠山産業高校前バス停から西へ200m
- 兵庫県道140号長安寺篠山線沿い

## 通学区域が隣接している学校
- 丹波篠山市立西紀南小学校
- 丹波篠山市立西紀小学校
- 丹波篠山市立城北畑小学校
- 丹波篠山市立篠山小学校
- 丹波篠山市立城南小学校
- 丹波篠山市立味間小学校